# De Spartaan
Atletiekvereniging De Spartaan is een atletiekvereniging uit Lisse, die is aangesloten bij de Atletiekunie. Deze vereniging heeft meer dan 775 leden en behoort hiermee tot de grotere atletiekverenigingen van Nederland. De atleten - uit de hele Bollenstreek - beoefenen verschillende disciplines van de atletiek: de pupillen maken spelenderwijs kennis met alle facetten, de junioren trainen de loopnummers op de baan en de diverse technische nummers als hoog- en verspringen, speer- en discuswerpen, kogelstoten enz. Junioren, senioren en veteranen nemen deel aan competitie- en instuifwedstrijden, zowel landelijk als internationaal.
Naast de wedstrijdatleten is er een grote groep recreanten, die zich vooral bezighouden met de wegatletiek op langere afstanden tot en met de marathon. Ook deze atleten trainen serieus en nemen deel aan wegwedstrijden, zoals trimlopen en hele en halve marathons.

## Geschiedenis
De Spartaan is op 4 oktober 1961 opgericht. Toentertijd telde de club 73 leden en maakte gebruik van een klein gymnastieklokaal in Lisse. In het begin gaven vooral de in groen en wit gestoken middel- en langeafstandslopers kleur aan ‘De Spartaan’. Door hun goede prestaties begon de vereniging vaste voet aan de grond te krijgen.
De ingebruikname van de sintelbaan in 1965 was een goede basis voor de snelgroeiende vereniging. Het kader van die jaren heeft, onder bezielende leiding van haar voorzitter Ir. A.H.J. Paardekooper, ervoor gezorgd, dat De Spartaan een goed functionerende vereniging werd. In 1983 werd door de gemeente Lisse de huidige kunststofbaan aangelegd. En zo werd in 2001 het 40-jarig jubileum gevierd. In die veertig jaar heeft menige sporter uit de Bollenstreek via De Spartaan de weg naar de atletiek gevonden.

## Clubtenue
De clubkleuren zijn groen en wit, het logo bestaat uit een driehoek met daarin een sprintende figuur en een tulp.

## Evenementen
- Jaarlijks organiseert De Spartaan o.a. de "Ter Specke Bokaal", de opening van het baancircuit. Daarnaast vindt in juni ook de Bedrijvenestafette plaats, waar in 2010 maar liefst 138 teams aan meededen. In 2011 heeft de vereniging haar 50-jarig jubileum gevierd.

- In 2011 werd op 4 juni ter ere van het 50-jarig bestaan een wereldrecordpoging 12 uur lang 100 m estafette ondernomen. De wereldrecordpoging bracht in totaal 2011 mensen op de been en daarmee was deze geslaagd.[2] Het record van De Spartaan werd in 2012 weer verbeterd.

## Bekende (oud-)leden
- Piet Beelen
- Annemieke Bouma
- Ad van Doorn
- Mieke van Doorn
- Remona Fransen
- Wim van Gerven
- Hanneke Glas
- Carla Grimbergen
- Fred van Herpen
- Ingrid van der Heuvel
- Janneke Hulshof
- Tom de Koning
- Marga Kortekaas
- Lea Kortekaas
- Jan Laan
- Yvonne van Langen-Wisse
- Tessy Lenting
- John van Loon
- Marinda van der Meer
- Stefan Molenaar
- Nico van Noort
- Peter van Noort
- Astrid Oostermeyer
- Leny van der Poel
- Joke van der Stelt
- Kees Toussain
- Annet van Veldhuizen
- Piet Waaning